# Gunung Tambuku
Gunung Tambuku är ett berg i Indonesien. Det ligger i den västra delen av landet, 700 km öster om huvudstaden Jakarta. Toppen på Gunung Tambuku är 294 meter över havet. Gunung Tambuku ligger på ön Madura.
Terrängen runt Gunung Tambuku är kuperad åt sydväst, men åt nordost är den platt. Runt Gunung Tambuku är det tätbefolkat, med 683 invånare per kvadratkilometer. Omgivningarna runt Gunung Tambuku är en mosaik av jordbruksmark och naturlig växtlighet.